# Міклош Надь
Міклош (Нікуле) Надь (рум. Miklós (Nicule) Nagy, 1918 — дата смерті невідома), також відомий як Едмунд Надь (рум. Edmund Nagy) — румунський футболіст, що грав на позиції півзахисника за клуб «Кришана».

## Клубна кар'єра
У футболі відомий виступами у команді «Кришана», кольори якої і захищав протягом усієї своєї кар'єри гравця. 

## Виступи за збірну
Був присутній в заявці збірної на чемпіонаті світу 1938 року у Франції, але на поле не виходив.